# Hernádszurdok
Hernádszurdok község Borsod-Abaúj-Zemplén vármegye Gönci járásában.

## Fekvése
Miskolctól 57 kilométerre északkeletre található. A Hernád folyó jobb partján, a Cserehát peremén fekszik.
Közúton a 3-as főúton érhető el; a település központjába a főút itteni csomópontjából kiágazó 26 147-es úton lehet eljutni. Vonattal ugyancsak elérhető a község, a Miskolc–Hidasnémeti-vasútvonalon.
A környező fontosabb települések: Hidasnémeti 2, Tornyosnémeti pedig 6 kilométerre északi, Garadna 8 kilométerre déli irányban; a legközelebbi város Gönc, 6 kilométerre keletre. Határos még a község délkeleti irányban Göncruszkával, délnyugat felől Hernádvécsével, nyugat felől pedig Hernádpetrivel is, de ezekkel nincs közvetlen közúti kapcsolata.

## Története
Hernádszurdok Szurdokbénye (Bénye, Bényeszurdoka) néven Árpád-kori település. Nevét az oklevelek 1234-ben említették először, Byna de Zurduk néven.
A 16. század elejéig a település neve Surdokbénye volt, és mint abaúji várföldet II. András király adta az Aba nemzetséghez tartozó Demeter hercegi étekhordómesternek 1234-ben és határát is leiratta.
1288-ban az oklevelek Bényei Besenyő István nevű fiát említették, aki Amadé nádor kancellárja volt.
1299-ben az Aba nemzetség tagjai megosztoztak birtokaikon. Szurdokbényét Sándor fiai kapták.
1300-ban Szurdokbénye harmadát – hosszas vita után – átengedték Vécsei Csépán fiainak, s az átengedett harmadot elhatárolták.
1311-ben az Aba nemzetségbeliekhez tartozó Nekcseiek osztozkodásakor Szurdokbényét Sándor fiai kapták. 1321-ben Károly Róbert király meg is erősítette őket birtokaikban.
1326-ban földjükből 4 ekényit adtak szerviensüknek, Petres fia Miklós ispánnak és azt körül is határolták.
A falunak később több tulajdonosa is volt. A 16. század elején Kassa városának birtokába került. Ekkor változott neve Hernádszurdokra.
A 20. század elején Hernádszurdok Abaúj-Torna vármegye Kassai járásáhhoz tartozott.
Az 1910-es népszámláláskor 352 lakosa volt, melyből 345 magyar. Ebből 100 római katolikus, 11 görögkatolikus, 228 református volt.

## Közélete

### Polgármesterei
- 1990–1994: Konyha Béla (független)[3]
- 1994–1998: Konyha Béla (független)[4]
- 1998–2002: Konyha Béla (független)[5]
- 2002–2006: Varga Józsefné (független)[6]
- 2006–2010: Varga Józsefné (független)[7]
- 2010–2014: Varga Józsefné (független)[8]
- 2014–2019: Hanyánszki György (független)[9]
- 2019–2024: Gyermán János (független)[10]
- 2024– : Gyermán János (független)[1]

## Népesség
A település népességének változása:
| Lakosok száma | 163  | 158  | 159  | 185  | 180  | 207  | 203  |
|               | 2013 | 2014 | 2015 | 2021 | 2022 | 2023 | 2024 |

2001-ben a település lakosságának 95%-a magyar, 5%-a cigány nemzetiségűnek vallotta magát.
A 2011-es népszámlálás során a lakosok 98,8%-a magyarnak, 29,1% cigánynak, 0,6% szlováknak mondta magát (1,2% nem válaszolt; a kettős identitások miatt a végösszeg nagyobb lehet 100%-nál). A vallási megoszlás a következő volt: római katolikus 46,5%, református 45,9%, görögkatolikus 2,3%, felekezeten kívüli 1,7% (3,5% nem válaszolt).
2022-ben a lakosság 89,4%-a vallotta magát magyarnak, 8,9% cigánynak, 6,7% szlováknak, 0,6% németnek, 0,6% egyéb, nem hazai nemzetiségűnek (7,8% nem nyilatkozott; a kettős identitások miatt a végösszeg nagyobb lehet 100%-nál). Vallásuk szerint 25% volt római katolikus, 27,2% református, 5% görög katolikus, 1,7% felekezeten kívüli (40,6% nem válaszolt).